# Campionato europeo femminile di pallacanestro Under-18 Division B 2007
Il Campionato europeo femminile di pallacanestro Under-18 2007 (noto anche come FIBA EuroBasket Women Under-18 2007) si è svolto in Romania, a Timișoara.

## Classifica finale
| Pos     | Team                 |  |
| ------- | -------------------- |  |
| Oro     | Croazia              |  |
| Argento | Romania              |  |
| Bronzo  | Estonia              |  |
| 4.      | Lettonia             |  |
| 5.      | Grecia               |  |
| 6.      | Israele              |  |
| 7.      | Slovenia             |  |
| 8.      | Irlanda              |  |
| 9.      | Montenegro           |  |
| 10.     | Belgio               |  |
| 11.     | Paesi Bassi          |  |
| 12.     | Inghilterra          |  |
| 13.     | Bosnia ed Erzegovina |  |
| 14.     | Portogallo           |  |
| 15.     | Finlandia            |  |
| 16.     | Scozia               |  |
| 17.     | Austria              |  |
| 18.     | Danimarca            |  |
| 19.     | Lussemburgo          |  |